# Иво Иличевич
Иво Иличевич (на хърватски: Ivo Iličević, роден на 14 ноември 1986 г. в Ашафенбург, Германия) е хърватски футболист, офанзивен полузащитник.

## Кариера
Иличевич започва своята кариера при юношите на Викториа Ашафенберг. От отбора на юношите старша възраст на Викториа, Иличевич е привлечен в региоаллигистите от Дармщадт 98, където халфът бързо се утвърждава в основен играч под ръководството на наставника Бруно Лабадиа. През лятото на 2006 г. е закупен от отбора в Първа Бундеслига Бохум. В Дармщадт Иличевич бележи 8 гола от 44 срещи. Първоначално е използван като нападател в младежкия отбор и днес хърватинът може да играе на всички позиции от атакуващата полузащита.
Иличевич дебютира в Първа Бундеслига още в първия кръг на сезон 2006/07, а в петия кръг на същия сезон бележи и първия си гол в елита при победата на Бохум над Арминия Билефелд с 2:1. През зимната пауза на сезон 2007/08 футболистът е преотстъпен на севернобаварците от Гройтер Фюрт, където отново среща треньора Лабадия.
През лятото на 2009 г. Бохум отново преотстъпва Иличевич във Втора Бундеслига, този път на „червените дяволи“ от Кайзерслаутерн. Наемът е за една година с опция за закупуване.

### Национален отбор
Иво Иличевич дебютира за младежите на Хърватия на 30 май 2007 г. в контролна среща срещу сборна формация на хърватска провинция, когато за 10 минути вкарва 3 гола. В третия си мач с националната фланелка полузащитникът вкарва 2 гола на гръцките младежи, а Хърватия печели с 3:2 (6 юни 2007 г.).
На 29 септември 2008 г. Иличевич за пръв път е призован в мъжкия национален отбор на хърватите. Националният селекционер Славен Билич забелязва добрите представяния на халфа при младежката формация и го включва в разширения състав на „шахматистите“ за квалификационните срещи за Световно първенство Южна Африка 2010 срещу Украйна и Андора. Така или иначе Иличевич на влиза в игра и в двете срещи.